# 西伯利亚刺柏
西伯利亚刺柏（学名：Juniperus sibirica）是柏科刺柏属的植物。其种加词“sibirica”意为“西伯利亚的”。分布于俄罗斯、欧洲、日本、阿富汗、朝鲜以及中国大陆的吉林、新疆、西藏等地，生长于海拔1,400米至4,200米的地区，常生于林窗下、亚高山矮曲林、山坡针叶林缘、石山顶以及云杉林缘，目前尚未由人工引种栽培。

## 别名
山桧（北研丛刊），矮桧（中国裸子植物志），西伯利亚杜松（中国东北裸子植物研究资料）